# Eucnide hirta
Eucnide hirta är en brännreveväxtart som först beskrevs av George Don jr, och fick sitt nu gällande namn av H.J. Thompson och W. R. Ernst. Eucnide hirta ingår i släktet Eucnide och familjen brännreveväxter. Inga underarter finns listade i Catalogue of Life.